# Poreč
Poreč (italiană: Parenzo; latină: Parens ori Parentium; greaca veche: Πάρενθος, romanizat: Párenthos) este un oraș în cantonul Istria, Croația, având o populație de 16.607 de locuitori (2021).

## Demografie
Componența etnică a orașului Poreč
     Croați (74,82%)
     Sârbi (3,39%)
     Italieni (3,23%)
     Albanezi (2,67%)
     Bosniaci (1,95%)
     Necunoscut (2,08%)
     Neclasificat (10,59%)
Componența confesională a orașului Poreč
     Catolici (77,25%)
     Fără religie și atei (8,12%)
     Musulmani (4,25%)
     Ortodocși (3,45%)
     Agnostici și sceptici (1,03%)
     Necunoscută (5,2%)
     Alte religii (0,66%)
Conform recensământului din 2011, orașul Poreč avea 16.696 de locuitori. Din punct de vedere etnic, majoritatea locuitorilor (74,82%) erau croați, existând și minorități de sârbi (3,39%), italieni (3,23%), albanezi (2,67%) și bosniaci (1,95%). Apartenența etnică nu este cunoscută în cazul a 2,08% din locuitori. Din punct de vedere confesional, majoritatea locuitorilor (77,25%) erau catolici, existând și minorități de persoane fără religie și atei (8,12%), musulmani (4,25%), ortodocși (3,45%) și agnostici și sceptici (1,03%). Pentru 5,2% din locuitori nu este cunoscută apartenența confesională.

## Monumente
- Bazilica "Eufrasiana" (catedrala), monument din patrimoniul mondial UNESCO